# Пасєчнікова Наталія Володимирівна
Наталія Володимирівна Пасєчнікова — українська лікарка, доктор медичних наук (2003), Заслужений лікар України (1998), професор (2005), член-кореспондент НАМН України (2012), один з провідних офтальмологів України.

## Біографія
Народилася Наталія Володимирівна 15 лютого 1950 року в селі Новомиколаївка Запорізької області.
У 1973 році Наталія Пасєчнікова закінчила Київський медичний інститут, в якому працювала в 1973—1979 рр.
З 1979 по 1983 рік – лікар-офтальмолог госпіталю КДБ України.
У 1983—1987 рр. – молодший науковий співробітник Інституту клінічної та експериментальної хірургії в Києві, в 1987—1988 рр. – Одеського наукового інституту очних хвороб і тканинної терапії.
З 1988 по 1995 рік – асистент Національного медичного університету, в 1995—2003 рр. – завідувачка відділення лазерних методів лікування ока Київської офтальмологічної лікарні «Центр мікрохірургії очі».
У 2000—2003 рр. – головний офтальмолог Києва.
З 2004 року – очолює Державну установу «Інститут очних хвороб і тканинної терапії ім. В. П. Філатова НАМН України» (Одеса).

## Наукова діяльність
Автор понад 300 наукових публікацій, зокрема 5 монографій, 7 методичних рекомендацій і 33 патентів.
Основні напрямки наукової діяльності присвячені розробці та застосуванню лазерних методів лікування судинних, дистрофічних захворюваннях сітківки ока, на підставі вивчення селективного впливу лазерного випромінювання на різні структури хоріоретинального комплексу.
Створила в Україні школу ретинологів. Також вперше в Україні впровадила транспупілярну термотерапію та лікування ретинопатії недоношених. З її ініціативи організована в Україні невідкладна допомога дітям з цією патологією. В контексті розвитку новітніх лазерних технологій під керівництвом професора Наталії Пасєчнікової вивчено, розроблено та впроваджується в практику антимікробна фотодинамічна терапія.
Пріоритетне значення мають дослідження, присвячені розробці біоеквіваленту рогівки та пошуку нових матеріалів для біологічного покриття рогівки, в тому числі з використанням новітніх технологій генної інженерії. Проводяться дослідження щодо можливості використання ксенотрансплантації рогової оболонки свині після зменшення її антигенності. Другим перспективним напрямом є створення «штучної рогівки» з різного типу очищених колагенів. Суттєве наукове значення мають розробки нових приладів та методів лазерної дії, а також використання методу «зварювання» при різних хірургічних втручаннях (інтравітреальна хірургія, хірургія внутрішньоочних і орбітальних новоутворень та ін).
Проводиться робота по вдосконаленню необхідного для внутрішньоочних операцій інструментарію та відпрацювання режимів впливу для досягнення розсічення або «зварювання» різних тканин ока й орбіти (м'язова тканина, зоровий нерв, склера, сітчаста оболонка та ін.).
З 2004 року очолює ДУ «Інститут очних хвороб і тканинної терапії ім. В. П. Філатова НАМН України».
За час своєї роботи підготувала 10 кандидатів і 6 докторів медичних наук.

## Суспільна діяльність
- Голова Вченої ради Інституту;
- Голова спеціалізованої вченої ради з захисту кандидатських і докторських дисертацій зі спеціальності «Офтальмологія»;
- Член Наукової ради НАМН України;
- Член Вченої ради Південного наукового Центру НАН України;
- Член спеціалізованої секції з медицини при Комітеті з Державних премій України в галузі науки і техніки;
- Головний редактор «Офтальмологічного журналу»[2] (Одеса)

## Членство в професійних товариствах
- Президент Товариства офтальмологів України;
- Член Королівської колегії офтальмологів Великої Британії;
- Член Європейського товариства фахівців з сітківці «EURETINA»;
- Член Американської асоціації офтальмологів.

23 травня 2012 р. загальними зборами Національної академії медичних наук України присвоєно звання член-кореспондента НАМН України.

## Нагороди
- Орден княгині Ольги ІІІ ступеня
- Заслужений лікар України (1998)
- Відзнака Міністерства внутрішніх справ України «За сприяння органам внутрішніх справ» (2004)
- Почесна відзнака Одеського міського голови «Знак пошани» (2006)
- Почесна грамота Верховної Ради України (2008, 2012)
- Ювілейна медаль «Двадцять років незалежної України» (2011)
- Орден «За заслуги» ІІ ступеня (2012)
- Орден «За заслуги» І ступеня (2017)[3]